# Лоуренс, Джейден
Джейден Александер Лоуренс (англ. Jayden Alexander Lawrence; 6 октября 1994, Камден, Новый Южный Уэльс, Австралия) — австралийский борец вольного стиля.

## Спортивная карьера
5 августа 2022 года в Бирмингеме на Играх Содружества, одолев в малом финале Эдварда Лессинга из ЮАР, стал бронзовым призёром. В середине 2023 года в Белграде на чемпионате мира в 1/16 финала проиграл иранцу Хасану Яздани, а в утешительной схватке уступил Бямбасуренгийну Бат-Эрдэнэ из Монголии, заняв итоговое 35 место. В марте 2024 в Александрии на квалификационном турнире Африки и Океании ему удалось завоевать лицензию на игры в Париже.

## Спортивные результаты
- Чемпионат Океании по борьбе 2012 — ;
- Чемпионат Океании по пляжной борьбе 2012 — ;
- Чемпионат Океании по борьбе 2013 — ;
- Чемпионат Океании по пляжной борьбе 2013 — ;
- Чемпионат Содружества по борьбе 2013 — ;
- Чемпионат Океании по борьбе 2014 — ;
- Игры Содружества 2022 — ;
- Чемпионат Океании по борьбе 2023 — ;
- Чемпионат Океании по борьбе 2024 — ;